# Pedro Antonio Olañeta
Pedro Antonio Olañeta Marquiegui (Elgeta, 1770 – Tumusla, 2 aprile 1825) è stato un militare spagnolo.
Ebbe importanti ruoli nell'esercito fedele al re di Spagna durante le guerre d'indipendenza ispanoamericane, fino a diventare il comandante delle truppe realiste nell'Alto Perù. Morì in seguito alle ferite riportate durante la battaglia di Tumusla.

## Biografia
Originario di Elgeta, nella provincia basca di Gipuzkoa, si trasferì presto con la sua famiglia in America del Sud; stabilitosi a Salta, vi iniziò una fiorente attività commerciale. Allo scoppio della Rivoluzione di Maggio entrò in servizio nelle truppe leali al re di Spagna, Ferdinando VII.
Come ufficiale della milizia, Olañeta si mise in luce durante la seconda campagna degli indipendentisti argentini in Alto Perù, seguita alla battaglia di Salta; nel 1813 partecipò alle vittorie realiste di Vilcapugio e di Ayohuma, dove ebbe il compito di incalzare le truppe in ritirata di Belgrano.
Il 20 ottobre 1815 fu protagonista della vittoriosa battaglia di Venta y Media, nella quale inflisse gravi perdite alle truppe nemiche, che avevano attaccato a sorpresa la sua divisione; ebbe in seguito un ruolo importante nella battaglia di Viluma, nella quale i realisti distrussero l'esercito patriota.
Nel 1817, a capo di un corpo di spedizione, Olañeta occupò Jujuy, da dove però fu costretto a ritirarsi a luglio a causa delle azioni ostili dei gauchos di Martín Miguel de Güemes. Dopo aver ricevuto rinforzi, nel gennaio successivo tornò ad invadere il territorio argentino attraverso la valle di Humahuaca, ma, dopo una breve incursione a Jujuy, si ritirò nel villaggio di Humahuaca.
Nel settembre del 1820, a seguito dello sbarco in Perù dell'esercito di San Martín, il comandante dell'esercito realista nell'Alto Perù, Juan Ramírez Orozco, fu costretto a spostarsi verso la nuova zona di guerra, lasciando nella regione il generale Olañeta con la sola avanguardia. Nell'aprile successivo lanciò una nuova invasione al comando di 2000 soldati; a capo della sua avanguardia pose il colonnello Guillermo Marquiegui, che fu sconfitto da un contingente guidato dal governatore di Jujuy, José Ignacio Gorriti. Simultaneamente, però, Güemes subì una sconfitta da parte del governatore di Santiago del Estero, Bernabé Aráoz; la popolazione di Salta si sollevò e chiamò in suo soccorso l'esercito di Olañeta, che inviò in città una pattuglia, al comando del colonnello José María Valdez. Questa sorprese in un'imboscata Güemes, che morì qualche giorno dopo in seguito alle ferite riportate. Olañeta riuscì ad occupare Salta, ma dovette abbandonarla tre mesi dopo a causa della resistenza dei gauchos.
Nel gennaio del 1824, contravvenendo agli ordini, Olañeta riunì i 4000 uomini del suo esercito e marciò a Potosí, dove si impadronì dei fondi pubblici; si recò a Charcas, dove un ammutinamento aveva fatto fuggire il governatore Rafael Maroto, e incorporò al suo esercito le truppe del governatore di Santa
Cruz de la Sierra, Francisco Javier Aguilera, che aderì subito al pronunciamiento. Avuta notizia della restaurazione di Ferdinando VII sul trono, si affrettò quindi a dichiarare abolita la costituzione e si proclamò "unico difensore dell'altare e del trono".
Il viceré José de la Serna gli inviò contro il generale Valdés a capo di 5000 uomini; dopo un primo accordo firmato tra i due a Tarapaya, che non rispettò, Olañeta logorò l'esercito dell'avversario con continui spostamenti. Valdés sconfisse una pattuglia nemica a Lava, il 7 agosto, ma i continui attacchi nemici, e la vittoria indipendentista di Junín, lo costrinsero a tornare con un esercito decimato in Perù, dove sarebbe stato sconfitto nella decisiva battaglia di Ayacucho.
Nonostante avesse in precedenza intrattenuto corrispondenza con i capi indipendentisti, Olañeta, il cui esercito cominciava ad essere colpito dalle defezioni, rifiutò la loro autorità. Ricevuta notizia del passaggio alle forze patriote da parte del suo aiutante Carlos Medinaceli, gli si diresse contro, venendo sconfitto a Tumusla il 1º aprile 1825. Il giorno seguente morì per le ferite riportate.
Nonostante la sua morte ben tre mesi prima, Ferdinando VII, lo nominò Vicerè del Rio de la Plata.